# الاستخدام الرشيد للمضادات الحيوية
الاستخدام الحصيف (الحكيم) للمضادات الحيوية
هي منظمة غير ربحية أسست عام 1981م والمؤسس هو (ستورت ليفي) ولد عام 1938 وتوفي عام 2019 ,كان بروفيسور في الطب في جامعة (تافتس"Tufts") التي تقع في(بوسطن,ماساتشوستس).
مهمة منظمة (APUA’s) تتمحور حول تعزيز دفاعات المجتمع ضد الأمراض المعدية وذلك من خلال
تعزيزالاستخدام المناسب والصحيح  للعوامل المضادة للميكروبات(المضادات الحيوية , مضادات الفيروسات,ومضادات الملاريا ,وغيرها) والسيطرة على الممانعة ضد المضاد الحيوي ضمن أسس عالمية.
تحتوي منظمة (APUA’s) على شبكة تضم مجلدات موزعة على خمسين دولة حول العالم ,والتي تتمحور حول إجراء البحوث التطبيقية لمقاومة مضادات البكتيريا، وبناء القدرات على المستوى الشعبي والعالمي ;وهذه المعلومات توفرها المنظمة للأفراد والأطباء بهدف الحفاظ على قوة هذه العوامل عن طريق منع العدوى وتقليل مقاومة الأدوية وزيادة فعالية علاج الأمراض المعدية والأمراض البكتيرية الحادة والسل والإيدز والملاريا.
إن إساءة استخدام المضادات الحيوية ومضادات الميكروبات الأخرى المنتشرة على نطاق واسع تتحدى علاج الأمراض المعدية وميزانية الرعاية الصحية في جميع أنحاء العالم .إن استخدام المضادات الحيوية لكل مريض على حدة يمكن أن يعمل على نشر كائنات مقاومة.
بعد أن تقاعد ستورت ليفي في عام 2018 ,اندمجت منظة (APUA) مع جمعية ( ISAC) في شباط من عام 2019.
(ISAC) هي الجمعية الدولية للعلاج الكيميائي المضاد للميكروبات, تأسست كمؤسسة خيرية عام 1961,وركزت في الآونة الأخيرة على إدارة مضادات الميكروبات ومقاومة مضادات الميكروبات.

## جائزة APUA للقيادة
تقدم منظمة APUA كل عام جائزة خاصة بها ,تقديراً منها للمساهمات العالمية المميزة , والالتزام بالحفاظ على قوة المضادات الحيوية.